# Impossible (roman)
Pour les articles homonymes, voir Impossible (homonymie).
Impossible (titre original : Impossible) est un roman de Danielle Steel, paru aux États-Unis en 2005 puis en France en 2006.

## Résumé
Quand une galeriste de renom et un peintre excentrique, que tout sépare, tombent amoureux l'un de l'autre, leur histoire ne peut être qu'impossible. Et pourtant...
Consacrant toute son énergie, depuis la mort brutale de son mari, aux deux galeries qu'elle possède, l'une à Paris et l'autre à New York, Sasha n'imagine pas, le jour où elle pousse la porte de l'atelier de Liam, que son univers va être à jamais bouleversé. Car l'impensable, l'impossible va se produire ! Elle, la femme d'affaires sérieuse et raffinée, et lui, le peintre bohème et extravagant, vont s'éprendre passionnément l'un de l'autre.
Mais Sasha n'est pas prête à vivre ouvertement sa liaison avec Liam. Il aime provoquer, se comporter comme un adolescent attardé alors qu'elle tient aux convenances et aux apparences, et surtout il a presque dix ans de moins qu'elle, ce qui, à ses yeux, est rédhibitoire.
De ruptures en réconciliations, leur amour semble évoluer vers une relation durable et heureuse. Jusqu'à ce qu'un accident dramatique les sépare.
Leur histoire est-elle réellement impossible et vraiment terminée ?